# Giorgio Frossati
Giorgio Frossati (* 25. September 1939 in Genua) ist ein italienischer Tieftemperaturphysiker und Hochschullehrer an der Universität Leiden. Ab den 1970er Jahren hielt er mehrere Rekorde für tiefste erreichte Temperaturen.
Frossati wurde 1978 an der Universität Grenoble promoviert (Dissertation: Obtention d'ultrabasses températures en régime continu, par dilution 3He-4He classique : application aux méthodes de réfrigération transitoire) über 3He-4He-Mischungskühlung (Dilution refrigerators). An solchen Apparaturen zur Erzeugung tiefer Temperaturen forschte er seit 1970 und er führte unter anderem Wärmeüberträger mit Silberpulver ein, die aufgrund der großen Oberfläche sehr effizient sind und heute vielfach in solchen Tieftemperatur-Kühlungsapparaturen verwendet werden. Frossati erreichte damit mehrere Tieftemperaturrekorde unter 10 Milli-Kelvin (mK) so 1977 in Grenoble 2,0 mK. In Leiden baute er einen Kühlapparat, der kontinuierlich 1,85 mK erreichte und eine Rekord-Kühlleistung von 25 Mikro-Watt bei 10 mK hatte.
1980 wurde er Professor in Leiden (Kamerlingh Onnes Labor). 
1992 gründete er mit Alex Kamper die Firma Leiden Cryogenics zum Bau seiner Kühlapparaturen.
Er war Loeb Lecturer in Harvard.